# Bridget Rileyová
Bridget Louise Rileyová (* 24. dubna 1931 Norwood, Londýn) je anglická malířka, představitelka hnutí op artu. Později tento směr opustila a místo černobílých obrazů začala ve své tvorbě používat originální barevné kombinace. Je známá svými abstraktními velkoplošnými obrazy s geometrickými motivy a pruhy, které vytvářejí působivé optické efekty.

## Život a tvorba
Otec Bridget Rileyové byl tiskař a měl svůj vlastní podnik. V roce 1938 se s rodinou přestěhoval z Londýna do Lincolnshiru. Na začátku druhé světové války byl povolán do armády a Bridget se s matkou a sestrou Sally uchýlily na chatu v Cornwallu, nedaleko města Padstow. Dětství, které zde strávila, v ní zanechalo trvalé vzpomínky na krásnou přírodu, krajinu a moře. Po válce navštěvovala dívčí školu v Cheltenhamu (1946–1948) a po návratu do Londýna studovala umění na veřejné univerzitě Goldsmiths (1949–1952) a Královské akademii (1952–1955). Obdivovala díla starých evropských mistrů a mezi její první olejomalby patří kopie jejich obrazů z Národní galerie (Portrét muže v červeném turbanu od Jana van Eycka).
V roce 1956 pečovala o svého těžce nemocného otce v Lincolnshiru. O rok později se vrátila do Londýna, krátce pracovala v obchodě se skleněným zbožím a také vyučovala kreslení na různých uměleckých školách v Londýně. Potom získala na částečný úvazek místo ilustrátorky v reklamní agentuře, kde zůstala až do roku 1964. Od té doby se již plně věnovala malířské tvorbě.
Její rané práce byly ovlivněny pointilistickou technikou Georgese Seurata. Při ní se naučila využívat vzájemné působení barevné škály, kombinováním barevných tónů vytvářet třpytivé účinky a snový dojem. Hlavním námětem jejích obrazů byly v té době krajiny, příkladem je obraz Pink landscape (Růžová krajina) z roku 1960.
V roce 1960 ji při návštěvě Benátek zaujalo dílo sochaře Umberta Boccioniho a rozhodla se v jeho stylu malovat na plátno. Připojila se k hnutí op artu a vytvářela černobílé dynamické kompozice. Široká škála geometrických tvarů vyvolávala optickou iluzi pohybu nebo barvy. Tyto práce vzbudily velkou pozornost a znamenaly průlom v její kariéře. Na jaře 1962 měla první samostatnou výstavu v londýnské Gallery One. Velký dojem vzbudily její velkoplošné obrazy na legendární výstavě The Responsive Eye (Vnímavé oko) v Muzeu moderního umění v New Yorku, která sehrála klíčovou úlohu v hnutí op artu. K nejznámějším dílům patří Untitled (Fragment 2/10) z roku 1965, Pause z roku 1964 nebo Fall z roku 1963. V roce 1963 získala cenu kritiků AICA a v následujícím roce stipendium nadace Petera Stuyvesanta v USA. V roce 1968 byla oceněna Velkou cenou za malbu na Bienále v Benátkách. Později se od myšlenky op artu odklonila, především z důvodu jeho přílišné komercionalizace.
Roku 1967 se Rileyová vrátila k barvě a vytvořila svůj první pruhovaný obraz. Vytvářela kompozice souběžných pruhů se zakřivenými nebo svislými liniemi, v nichž využívala vzájemné vztahy mezi sousedními barvami k vytváření pocitu pohybu, rytmu a hloubky. Do svých abstraktních obrazů přenášela vlastní vnímání materiálního světa a přírody. Vytvářela cyklus obrazů vln na mořské hladině. Příkladem je obraz K letnímu dni (To a Summer’s Day 2) z roku 1980.
V roce 1968 Rileyová se svým partnerem Peterem Sedgleym a novinářem Peterem Townsendem založili uměleckou skupinu SPACE, jejímž cílem bylo poskytnout umělcům velké a cenově dostupné prostory k tvorbě, organizovat výstavy a vzdělávací programy.
Od roku 1970 hodně cestovala a na cestách čerpala inspiraci pro svou tvorbu. Pod vlivem nástěnných maleb, které viděla v Egyptě v roce 1980 začala používat typické barvy, kterým říkala „egyptská paleta“. V sérii obrazů se svislými pruhy Ka a Ra či Delos z roku 1983 vystihla spojení starého a moderního ducha krajiny.
Koncem osmdesátých let Rileyová opustila své charakteristické jednoduché pruhy a vrátila se k drobnějším geometrickým tvarům, které působily dojmem barevné mozaiky. Pruhy začala rozkládat šikmým šrafováním a tím vytvářela pocit hloubky. Typickým dílem z tohoto období je obraz Shadow Play (Hra stínů) z roku 1990.

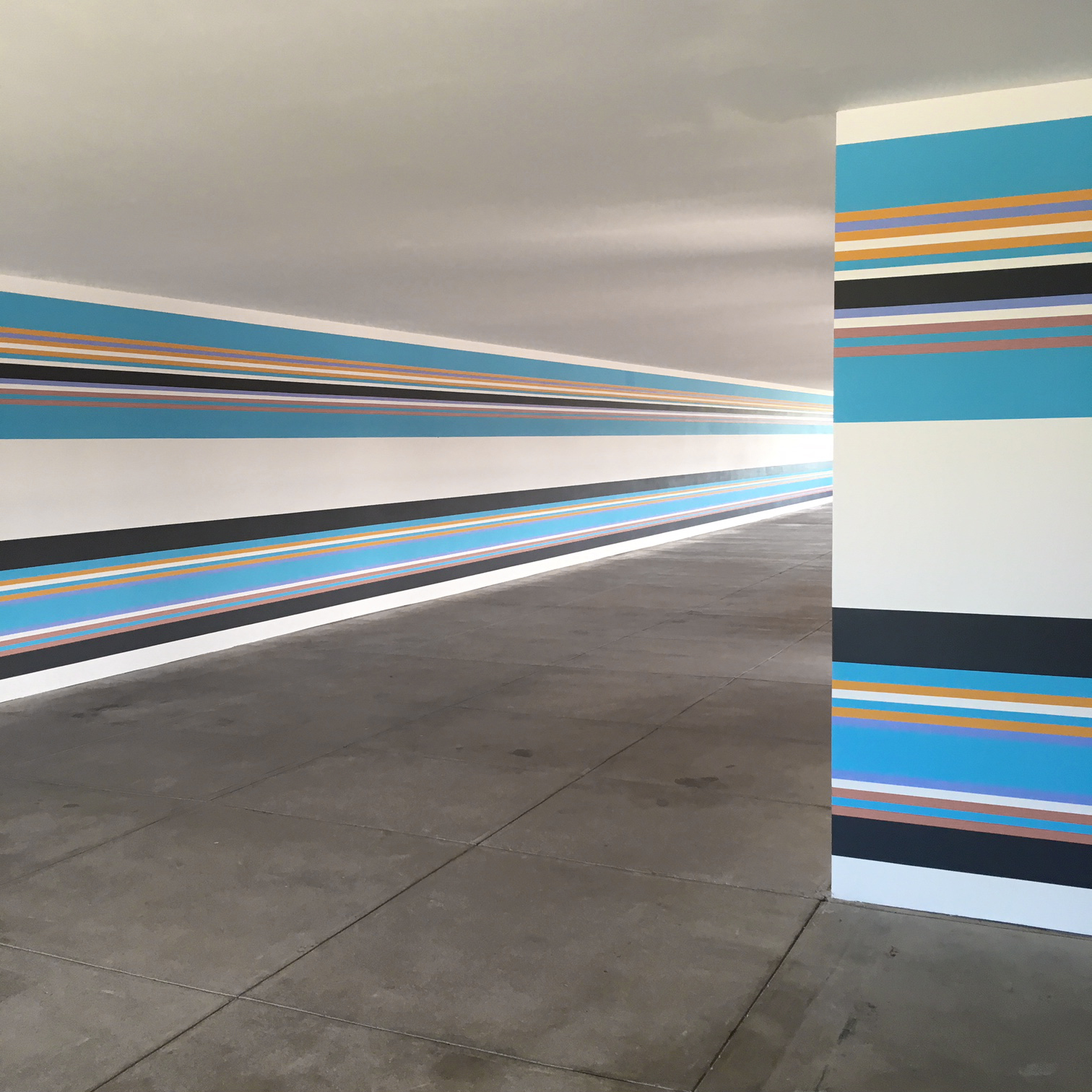
Instalace Bridget Rileyové v Chinati Foundation, Marfa, Texas

Rileyová své kompozice připravovala pomocí malých studií na papíře a koláží, aby vyzkoušela různé barevné kombinace. Podle nich pak na papír ve skutečné velikosti, položený na podlaze, kreslila tužkou a kvašem základní strukturu. Vzhledem k velikosti obrazů často používala jako pomůcku různé šablony ze sololitu. Kresbu zavěsila na zeď, aby mohla studovat její účinky. Někdy jí při práci pomáhali asistenti, kteří pracovali podle jejích pokynů.
Na přelomu 20. a 21. století vytvořila několik velkoformátových nástěnných maleb pro interiéry veřejných budov v Londýně (Galerie Tate a Národní galerie, nemocnice svaté Marie), Královskou nemocnici v Liverpoolu (1983) nebo muzeum nadace Chinati ve městě Marfa v Texasu.
Bridget Rileyová i v pokročilém věku přinášela do své tvorby nové impulzy. Její abstraktní obrazy z poslední doby charakterizují protáhlé kapkovité tvary a arabesky v kombinaci jemnějších odstínů barev (modrá, zelená, fialová a světle oranžová).
Obrazy Bridget Rileyové jsou zastoupeny ve sbírkách řady světových muzeí. V roce 1993 jí byl udělen čestný doktorát na univerzitě v Oxfordu, v roce 1995 na univerzitě v Cambridge. Jako první žena získala v roce 2012 prestižní cenu Sikkens udělovanou stejnojmennou nadací v Nizozemsku.
V České republice uspořádala retrospektivní výstavu grafického díla Bridget Rileyové v roce 2010 Moravská galerie v Brně.